# Imaida
Imaida este un gen de molii din familia Lymantriinae.